# Z Storm 2
Z Storm 2 é um filme chinês de 2016 dos gêneros crime, ação e drama, dirigido por David Lam e estrelado por Louis Koo, Julian Cheung, Vic Chou e Ada Choi.  É a sequência de Z Storm ( série de 2014), título dado ao filme S Storm. Foi lançado na China pela Huace Pictures em 14 de setembro de 2016.

## Elenco
- Louis Koo[2]
- Julian Cheung[2]
- Vic Chou[2]
- Ada Choi[2]
- Bowie Lam[2]
- Dada Chan[2]
- Janelle Sing[2]

## Bilheteria
O filme orçou mais de 209 milhões de dólares em todo mundo.